# Hans Kindler

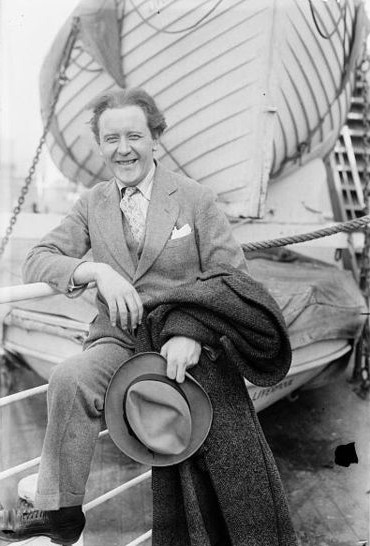
Hans Kindler

Hans Kindler, nome completo Johannes Hendrikus Philip Kindler (Rotterdam, 8 gennaio 1892 – Watch Hill, 30 agosto 1949), è stato un violoncellista e direttore d'orchestra olandese con cittadinanza statunitense che fondò la National Symphony Orchestra. È stato sposato con la pittrice Alice Kindler e Persis Chase Myers.

## Biografia

### Violoncellista
Kindler nacque a Rotterdam da Johan Karl Eduard Kindler (1838-1899) e Johannetta Filippina Maria Hanken. Fece il suo debutto pubblico a 10 anni e nel 1906 vinse i primi premi in violoncello e pianoforte al Conservatorio di Rotterdam. Studiò con Jean Gerardy (Жерарди, Жан) e Pablo Casals e nel 1910 apparve come solista con la Berliner Philharmoniker. Si guadagnò una notevole reputazione in Europa, ma quando si recò negli Stati Uniti nel 1914 per promuovere la sua carriera, lo scoppio della prima guerra mondiale impedì il suo ritorno.

Entrò immediatamente nell'Orchestra di Filadelfia e fu nominato primo violoncello da Stokowski nel 1916. Nello stesso anno diede la prima mondiale di Schelomo di Bloch alla Carnegie Hall. Rimase a Filadelfia fino al 1920, ma riprese la sua carriera da solista, come concertista solista sotto la direzione di Mengelberg, Monteux e Reiner, ed anche collaborando in recital di musica da camera con Ravel e Rachmaninov. Eseguì le prime esecuzioni di opere di Ravel e Schönberg e Ferruccio Busoni gli dedicò un arrangiamento della Fantasia e fuga cromatica in re minore di Bach, BWV 903 per violoncello e pianoforte. Nel 1929 fece numerosi tour negli Stati Uniti e in Europa e visitò anche l'Estremo Oriente. Ma ormai era diventato cittadino americano e aveva iniziato a dirigere e questo fatto lo portò ad una nuova carriera.

### Direttore
Kindler fece il suo debutto come direttore d'orchestra nel 1927 con l'Orchestra di Filadelfia e l'anno successivo diresse la prima mondiale del balletto Apollon musagète di Stravinskij a Washington, commissionato da Elizabeth Sprague Coolidge. Quindi si dedicò interamente alla direzione, una mossa che lo portò a fondare un'orchestra nuova di zecca. Questo avvenne nel 1931 quando fondò la National Symphony Orchestra (NSO) a Washington. Nonostante la depressione, l'impresa fu un grande successo e portò a molte tournée nazionali. Kindler era un sostenitore dei compositori moderni e presentò molte nuove opere al suo pubblico. Ottenne anche grandi elogi per il modo con cui plasmò la NSO che presto fu classificata accanto alle orchestre di Boston e Filadelfia.
Rimase con la NSO per molti anni e in Dictators of the Baton di David Ewen (1948) l'autore scrisse:
Nello stesso anno fu ospite in Europa e ricevette il plauso della critica in Germania e Danimarca che lo paragonò a Weingartner e Toscanini. Tuttavia le condizioni del dopoguerra alla National Symphony Orchestra si erano deteriorate, così come lo era la salute di Kindler, quindi si dimise il 30 novembre 1948 e diede il suo concerto d'addio il marzo seguente. Dopo una grave operazione morì pochi mesi dopo, il 30 agosto 1949 a Watch Hill, nel Rhode Island.

### Registrazioni
Kindler fece le sue prime registrazioni come violoncellista per la Victor con il vecchio metodo acustico durante la prima guerra mondiale. Dopo l'introduzione della registrazione elettrica, nel 1929 realizzò numerosi dischi per la Decca. Le sue prime registrazioni come direttore furono fatte per la RCA Victor nel 1940 e queste includevano la prima registrazione dell'Overture di American Festival di William Schuman e la prima registrazione americana della Sinfonia n. 3 di Ciajkovskij. Successive sessioni discografiche nel 1941, 1942 e 1945 trovano Kindler registrare novità e rarità quali Noel di George Whitefield Chadwick, Stars di Mary Howe, Czech Rhapsody di Karl Weinberger e Prelude e Hula di Dai-Keong Lee. Questi furono inicisi insieme ad altri pezzi orchestrali principali, come il Don Juan di Richard Strauss, Má vlast (La Moldava) di Bedřich Smetana e la Sinfonia n. 3 di Johannes Brahms, che fu elogiata per la sua "vitalità e lo splendore brillante dell'esecuzione dell'orchestra".

### Reputazione
Secondo la WPA Guide to Washington, originariamente pubblicata nel 1942: "Potenziali musicisti sinfonici avevano lasciato Washington durante gli anni di magra musicale e Kindler trovò necessario unire i talenti locali con musicisti importati da New York, Filadelfia e Boston". Tuttavia, anche nell'anno peggiore della Grande depressione, Kindler si diede da fare per creare la sua orchestra. Secondo il violinista Milton Schwarz, "Era un famoso violoncellista e la prima sedia della sezione violoncelli dell'Orchestra di Filadelfia, avevo sentito parlare di lui e l'ho sentito suonare ed era davvero molto bravo".
Era patrono nazionale di Delta Omicron, una confraternita di musica professionale internazionale.
Il «Kindler Foundation Trust Fund» fu fondato nel 1983 dalla Kindler Foundation per offrire concerti e commissionare nuove musiche da camera in sua memoria.